# Ab Hardy
Pour les articles homonymes, voir Hardy.
Albert Edward "Ab" Hardy (6 octobre 1909 ou 6 octobre 1910-20 décembre 2002), est un patineur de vitesse canadien. Il participe aux Jeux olympiques d'hiver de 1948 à Saint-Moritz en Suisse,.